# UNStudio
UNStudio (United Network Studio) è uno studio internazionale olandese di architettura e design specializzato in disegno architettonico, sviluppo urbano e progettazione di infrastrutture.

## Storia

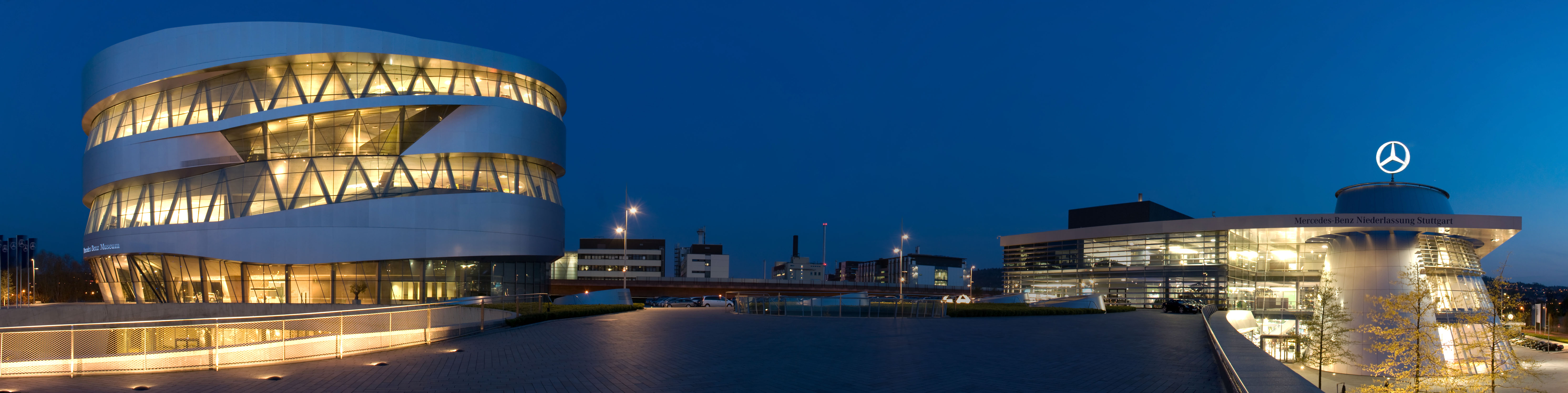
Il complesso Mercedes-Benz con il Museo (sinistra) e il centro vendite (destra)

Lo studio fu fondato nel 1988 da Ben van Berkel e sua moglie Caroline Bos, con sede ad Amsterdam. Nel 2009 è stata aperta la sede asiatica dello studio a Shanghai in Cina.
Il team dello studio è costituito dai due fondatori, dai direttori Gerard Loozekoot, Astrid Piber e Harm Wassink, da un gruppo di ulteriori sei direttori associati (Nuno Almeida, Arjan Dingste, Wouter De Jonge, Machteld Kors, Hannes Pfau e Christian Veddeler) e 153 impiegati da 23 paesi diversi con una media d'età di 34 anni.

## Progetti
Lo studio, con oltre 20 anni di esperienza lavorativa, porta avanti proficue collaborazioni con partner e consulenti esterni internazionali, in modo da avere una rete di contatti con tutto il mondo. Con oltre 70 progetti realizzati tra Asia, Europa e Nord America e altri 100 in corso di realizzazione lo studio sta continuando ad espandersi con recenti commissioni tra Cina, Corea del Sud, Taiwan, Italia, Germania e Stati Uniti d'America.
Di seguito una lista di alcuni progetti:
- Erasmusbrug, Rotterdam (1990-1996)
- Museo Mercedes-Benz, Stoccarda (2001-2006)
- Connettore Aeroporto di Bruxelles (2011)
- Teatro Agora, Lelystad (2002-2007)
- Centro per Ingegneria Virtuale, Stoccarda (2006-2012)
- Columbia Business School, New York (2009)
- Padiglioni Burnham, Chicago
- Aeroporto internazionale di Kutaisi (2011-2012)
- Laboratorio di Ricerca, Groninga (2003-2008)
- Università di Tecnologia e Design, Singapore (2010-2014)
- Teatro, Spijkenisse (2008-2014)
- Stazione di Arnhem Centraal (2015)
- Eclipse, Düsseldorf (in collaborazione con HPP Architekten)[3][4]